# Françoise Nyssen

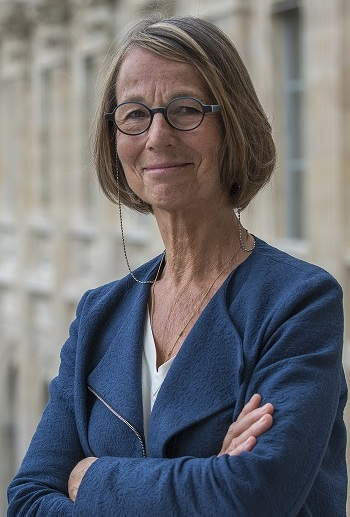
Françoise Nyssen (2017)

Françoise Anne Gabrielle Nyssen (geboren 9. Juni 1951 in Etterbeek) ist die belgisch-französische Verlegerin des Verlags Actes Sud. Vom 15. Mai 2017 bis Oktober 2018 war sie französische Kulturministerin unter Premierminister Édouard Philippe.

## Leben
Françoise Nyssen ist die Tochter des belgisch-französischen Schriftstellers und Verlegers Hubert Nyssen und der Christine Le Bœuf. Sie studierte Chemie an der Université libre de Bruxelles und von 1975 bis 1978 Stadtplanung am Institut Saint-Luc. Sie arbeitete als Angestellte im belgischen Umweltministerium. Ihr Vater holte sie 1980 nach Arles in den von ihm gegründeten Verlag Actes Sud, den sie seit 1987 leitet, später gemeinsam mit ihrem zweiten Ehemann Jean-Paul Capitani und einem weiteren Partner.
Nyssen engagierte sich öffentlich in der französischen Politik und unterstützte 2007 die Präsidentschaftskandidatur von Ségolène Royal, der Kandidatin der Parti socialiste. Bei der Präsidentschaftswahl 2017 unterstützte sie den späteren Wahlsieger Emmanuel Macron. Ab Mai 2017 war sie Kulturministerin im Kabinett Philippe I der Übergangsregierung sowie in dem nach der Parlamentswahl gebildeten Kabinett Philippe II. Zu ihren Zielen gehörte unter anderem, Menschen abseits der Metropole Paris einen größeren Zugang zu Kultur zu ermöglichen. Allerdings bezeichneten Kritiker ihren Plan, bedeutende Kunstwerke wie die Mona Lisa zeitweise in der Provinz auszustellen, als „paternalistische“ Geste. Ende August 2018 stand sie wegen des Vorwurfs ungenehmigter Baumaßnahmen an ihrem Verlagsgebäude unter öffentlichem Druck. Wegen mutmaßlicher Interessenkonflikte verlor sie einige Zuständigkeiten als Kulturministerin. Im Rahmen einer größeren Kabinettsumbildung musste sie das Kulturministerium am 16. Oktober 2018 an Franck Riester abgeben.
Nyssen hat fünf Kinder, ein Sohn verübte Suizid. 2014 gründete sie in der Nähe von Arles eine Schule für Kinder mit Lernproblemen, der Unterricht orientiert sich am Modell der Waldorfschule.
Nyssen wurde 2008 zum Commandeur des Ordre des Arts et des Lettres, 2010 zum Offizier der Ehrenlegion und 2017 zum Commandeur des Ordre national du Mérite ernannt.